# 贝雷加佐孔菲利亚罗
贝雷加佐孔菲利亚罗（義大利語：Beregazzo con Figliaro），是意大利科莫省的一个市镇。总面积3.79平方公里，人口2537人，人口密度669.4人/平方公里（2009年）。ISTAT代码为013022。